# Stactobia
Stactobia is een geslacht van schietmotten uit de familie Hydroptilidae.

## Soorten
Deze lijst van 145 stuks is mogelijk niet compleet.
- S. algira F Vaillant, 1951
- S. alpina Bertuetti, Lodovici & Valle, 2004
- S. aoualina L Botosaneanu & A Dia, 1983
- S. atra (HA Hagen, 1865)
- S. aurea (Mosely, 1939)
- S. bademli F Sipahiler, 2003
- S. balin F Schmid, 1983
- S. ballur F Schmid, 1983
- S. banra J Olah, 1989
- S. beatensis Mosely, 1934
- S. beor F Schmid, 1983
- S. beren F Schmid, 1983
- S. bersisik A Wells, 1993
- S. betiri A Wells & H Malicky, 1997
- S. bienda J Olah, 1989
- S. bifur F Schmid, 1983
- S. bifurca A Wells, 1982
- S. bofur F Schmid, 1983
- S. bolzei S Jacquemart, 1965
- S. calin F Schmid, 1983
- S. caspersi Ulmer, 1950
- S. cermikensis F Sipahiler, 1998
- S. crassa (Ulmer, 1951)
- S. culasi A Wells & W Mey, 2002
- S. dain F Schmid, 1983
- S. darvazica VD Ivanov, 1992
- S. distinguenda L Botosaneanu & T Nozaki, 1996
- S. doehleri F Schmid, 1959
- S. dori F Schmid, 1983
- S. durin F Schmid, 1983
- S. dwalin F Schmid, 1983
- S. dwalur F Schmid, 1983
- S. eatoniella R McLachlan, 1880
- S. edmondsi A Wells, 1982
- S. ericae H Malicky, 1981
- S. extensor A Wells & W Mey, 2002
- S. fahjia (Mosely, 1948)
- S. fethiyensis F Sipahiler, 1989
- S. fidelis A Wells, 1982
- S. filacea W Mey, 2003
- S. fischeri F Schmid, 1958
- S. forsslundi F Schmid, 1959
- S. freyi O Nybom, 1948
- S. froki F Schmid, 1983
- S. furcata Mosely, 1930
- S. fuscicornis (WG Schneider, 1845)
- S. gerutu A Wells & J Huisman, 1993
- S. gimli F Schmid, 1983
- S. gloin F Schmid, 1983
- S. gomerina L Botosaneanu, 1981
- S. gozmanyi W Mey, 2007
- S. grolin F Schmid, 1983
- S. gwili F Schmid, 1983
- S. hattorii L Botosaneanu & T Nozaki, 1996
- S. huor F Schmid, 1983
- S. hurin F Schmid, 1983
- S. inexpectata L Botosaneanu & T Nozaki, 1996
- S. intermedia MA Gonzalez & LSW Terra, 1981
- S. jacquemarti H Malicky, 1977
- S. japonica M Iwata, 1930
- S. kaputensis A Wells & T Andersen, 1995
- S. keluk A Wells, 1993
- S. kimminsi F Schmid, 1959
- S. klapaleki F Schmid, 1959
- S. kudung A Wells & J Huisman, 1993
- S. kyria H Malicky, 2004
- S. lekoban F Sipahiler, 1998
- S. livadia H Malicky, 1984
- S. loki F Schmid, 1983
- S. loni F Schmid, 1983
- S. makartschenkoi L Botosaneanu & IM Levanidova, 1988
- S. malacantosa F Schmid, 1952
- S. malickyi W Mey, 1981
- S. mangyanica W Mey, 1995
- S. manicata A Wells & W Mey, 2002
- S. margalitana L Botosaneanu, 1974
- S. marlieri F Schmid, 1959
- S. martynovi F Schmid, 1959
- S. mayeri F Schmid, 1959
- S. mclachlani DE Kimmins, 1949
- S. mindorica W Mey, 1995
- S. miresa W Mey, 1998
- S. monnioti S Jacquemart, 1963
- S. morettii F Schmid, 1959
- S. moselyi DE Kimmins, 1949
- S. naili F Schmid, 1983
- S. nalin F Schmid, 1983
- S. nielseni F Schmid, 1959
- S. nishimoto L Botosaneanu & T Nozaki, 1996
- S. noldi F Schmid, 1983
- S. nori F Schmid, 1983
- S. nybomi F Schmid, 1959
- S. oin F Schmid, 1983
- S. olgae AV Martynov, 1927
- S. ori F Schmid, 1983
- S. pacatoria A Dia & L Botosaneanu, 1980
- S. parva A Wells & D Dudgeon, 1990
- S. phix H Malicky & P Chantaramongkol, 2007
- S. plethoides A Wells & W Mey, 2002
- S. polybos H Malicky & P Chantaramongkol, 2007
- S. princesa A Wells & W Mey, 2002
- S. pyrrhos H Malicky & P Chantaramongkol, 2007
- S. python H Malicky & P Chantaramongkol, 2007
- S. quadrispina DE Kimmins, 1951
- S. quezonensis W Mey, 2003
- S. radovanovici F Schmid, 1959
- S. rahang A Wells & J Huisman, 1993
- S. regularis W Mey, 1996
- S. reticulata A Wells & W Mey, 2002
- S. risiana F Schmid, 1959
- S. salmakis H Malicky & P Chantaramongkol, 2007
- S. schmidi DE Kimmins, 1964
- S. schnorri H Malicky, 2004
- S. seki F Sipahiler, 2000
- S. semele H Malicky & P Chantaramongkol, 2007
- S. shahdara VD Ivanov, 1992
- S. smoli F Schmid, 1983
- S. snori F Schmid, 1983
- S. snufi F Schmid, 1983
- S. storai O Nybom, 1948
- S. sujangsanica K Kumanski, 1990
- S. takuk A Wells & J Huisman, 1993
- S. telamon H Malicky & P Chantaramongkol, 2007
- S. telchinos H Malicky & P Chantaramongkol, 2007
- S. teldi F Schmid, 1983
- S. telemachos H Malicky & P Chantaramongkol, 2007
- S. telephos H Malicky & P Chantaramongkol, 2007
- S. tenes H Malicky & P Chantaramongkol, 2007
- S. terminus H Malicky & P Chantaramongkol, 2007
- S. thacla J Olah, 1989
- S. thorin F Schmid, 1983
- S. thrain F Schmid, 1983
- S. throhir F Schmid, 1983
- S. throli F Schmid, 1983
- S. thror F Schmid, 1983
- S. tjederi F Schmid, 1959
- S. tonyi A Wells & J Huisman, 1993
- S. tridens A Wells, 1982
- S. trungcha J Olah, 1989
- S. tuor F Schmid, 1983
- S. turanica VD Ivanov, 1992
- S. ulmeriana F Schmid, 1959
- S. urania H Malicky, 1976
- S. vaillanti F Schmid, 1959
- S. wimmeri H Malicky, 1988